# Промис, Карло
Карло Промис (итал. Carlo Promis; 18 февраля 1808, Турин — 1873, Турин) — итальянский архитектор, историк архитектуры, археолог. Доктор архитектуры. Сторонник эклектики (историзма в архитектуре).

## Биография
Брат историка Доменико Промиса.
В 1828 году окончил факультет архитектуры Туринского университета, переехал в Рим, где встретился и работал с известными археологами и реставраторами древностей Карло Феа, Луиджи Каниной, Антонио Нибби, вместе с которыми проводил археологические раскопки и изучал рисунки древнеримских зданий.
В 1836 году вернулся в Турин, продолжив исторические исследования, в частности, на территории Альба-Фученса. В 1837 году был назначен королевским инспектором памятников античности. Исполнял обязанности королевского антиквара. С 1843 по 1869 год заведовал кафедрой гражданской архитектуры в Инженерной школе Турина.
Автор многих работ об истории древнего Турина, Аоста, Луни и других.

## Избранные публикации
- Le antichità di Alba Fucense negli Equi, 1836.
- Storia del forte di Sarzanello, 1838.
- Le antichità di Aosta, 1864.
- Storia dell’antica Torino, Torino: Stamperia Reale, 1869.
- «Gabriele Tadini di Martinengo» in Biografie di ingegneri militari italiani, Miscellanea di Storia italiana XIV, Torino: Ed. Bocca, 1874.
- Dell’arte dell’ingegnere e dell’artigliere dalle origini sino al principio del XVI secolo, Torino: Ed. Chizio e Mina, 1841.